# Assembleia Municipal da Marinha Grande
A Assembleia Municipal da Marinha Grande é o órgão autárquico responsável pelo debate, aprovação e fiscalização de projetos municipais, quer propostos pelos partidos, quer pela câmara municipal.

## Descrição Geral
A Assembleia Municipal da Marinha Grande é composta por um total de 24 deputados municipais, sendo 3 destes, por inerência, os presidentes das várias Juntas de Freguesia do Concelho.
As sessões plenárias da Assembleia Municipal da Marinha Grande realizam-se em datas previamente fixadas, no Edifício da Resinagem.
Das Eleições autárquicas, realizadas em Outubro de 2021, resultou a eleição de 1 deputado para o Bloco de Esquerda, 6 para a Coligação Democrática Unitária, 6 para o Partido Socialista, 10 para o grupo independente Movimento Pela Marinha e 1 para o Partido Social Democrata